# De sable et de sang
Pour plus de détails, voir Fiche technique et Distribution.
De sable et de sang est un film français de Jeanne Labrune sorti en 1988. Il a été présenté à la sélection Un Certain Regard au Festival de Cannes 1988.

## Synopsis
Un ancien chirurgien, Manuel Vasquez rencontre un torero Francisco Jimenez lors d'un accident. Vasquez  a une vie sans histoires avec sa femme Marion. Cette rencontre va rappeler au docteur Vasquez  un épisode douloureux de sa vie. Fils d'un républicain tué dans une arène par les franquistes, Manuel avait rejeté tout ce qui lui rappelle l'Espagne... La rencontre avec le torero, va bouleverser leur existence.

## Fiche technique
- Titre : De sable et de sang
- Réalisation : Jeanne Labrune
- Scénario : Jeanne Labrune
- Musique : Nina Corti et Anne-Marie Fijal
- Photographie : André Neau
- Montage : Nadine Fischer
- Production : Jean Nainchrik
- Société de production : Films A2, Images Investissements, La Sept Cinéma et Septembre Productions
- Société de distribution : UGC (France)
- Pays de production :  France
- Genre : drame
- Durée : 101 minutes
- Dates de sortie : 
  - France : 4 mai 1988

## Distribution
- Sami Frey : Manuel Vasquez
- Patrick Catalifo : Francisco Jimenez
- André Dussollier : Emilio
- Clémentine Célarié : Marion
- Maria Casarès : Dolores
- Catherine Rouvel : Carmina
- Pierre Forget : Le Père
- Camille Grandville : Annie
- Stéphane Albouy : Mario, le jeune frère torero de Francisco